# ترکی بن سعید
ترکی بن سعید بن سلطان بوسعیدی (۱۸۳۲ – ۱۸۸۸)، سلطان عمان بود.

## زندگی
ترکی بن سعید در ۱۸۳۲ میلادی در زنگبار زاده شد. دوران کودکی و نوجوانی در زنگبار گذراند، سپس به دستور پدرش والی صحار شدند. در دوران حکم برادرش سالم بن ثوینی از  برکنار شد وعازم هند شد و در آنجا اقامت گزید. بعد از اینکه عزان بن قیس به سلطنت رسید از هند به مسقط برگشت، و بعد از کشته شدن عزان بن قیس در سال ۱۲۸۷ هجری قمری سلطان عمان شد.